# Una donna nel lago
Una donna nel lago (Lady in the Lake) è un film noir del 1947 diretto e interpretato da Robert Montgomery. È tratto da La signora nel lago (The Lady in the lake), romanzo hardboiled di Raymond Chandler (1943).

## Trama
L'investigatore privato Philip Marlowe indaga sulla scomparsa della signora Kingsby, moglie di un editore e amante di Chris Lavery, giovane playboy sfaccendato. L'incarico è stato assegnato a Marlowe da Adrienne Fromsett, direttrice editoriale e aspirante amante del suo capo, anche se ora, avendo conosciuto il detective, se n'è innamorata.
Durante le indagini Marlowe viene a sapere che la signora Kingsby era entrata in contatto con Mildred Havelend, precedente amante di Lavery e di un poliziotto che adesso fa di tutto per intralciare il lavoro dell'investigatore. A complicare le cose subentra l'omicidio di Lavery, in casa del quale Marlowe trova un fazzoletto con le iniziali di Adrienne. L'intricata vicenda sarà chiarita solamente quando Marlowe riuscirà a incontrare Mildred Havelend.

## Produzione e stile
Il protagonista di questo film è il detective Philip Marlowe, personaggio ideato dallo scrittore statunitense Raymond Chandler. La particolarità di questo film è che è stato girato interamente in soggettiva, mostrando il protagonista solo a inizio, metà, e fine film.
Pensato per far immedesimare il pubblico nella vicenda, di farlo partecipare in prima persona, non si rivelò un enorme successo nonostante i discreti guadagni al botteghino ottenuti soprattutto negli Stati Uniti. In realtà è la mancanza della vista del personaggio a non permettere l'immedesimazione, in quanto lo spettatore non è in grado di capire quali sentimenti e quali emozioni deve fare propri. Al contrario, la mancanza del controcampo e dell'oggettiva, a cui il pubblico è abituato, rende straniante la situazione; inoltre lo sguardo diretto in camera dei personaggi che parlano col protagonista, finisce col mettere lo spettatore a disagio.
Tra i pochi altri film interamente girati in soggettiva, si può ricordare La donna proibita (1997) di Philippe Harel e Arca russa (2002) di Aleksandr Sokurov. Nel 2005, il regista polacco Andrzej Bartkowiak ha usato la stessa tecnica per alcune scene di Doom, il film tratto dall'omonimo videogioco in soggettiva della id Software.